# حزمة جليد القطب الشمالي

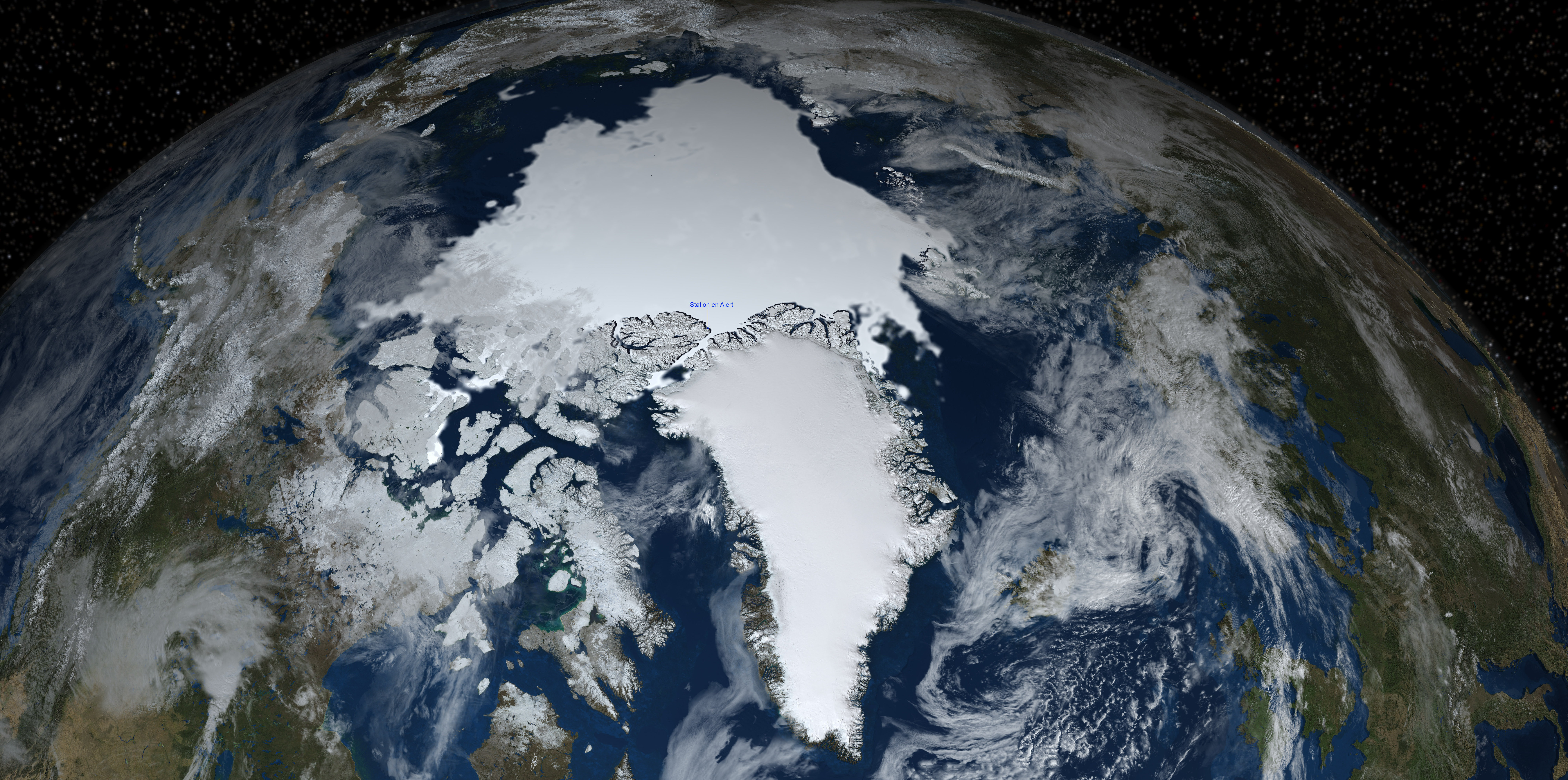
تمديد الجليد في 15 سبتمبر 2008.

حزمة جليد القطب الشمالي (بالإنجليزية: Arctic ice pack)‏، وهي غلاف جليد بحري للمحيط المتجمد الشمالي ومحيطه. تخضع حزمة الجليد في القطب الشمالي لدورة موسمية منتظمة يذوب فيها الجليد في الربيع والصيف، ويصل إلى الحد الأدنى في منتصف سبتمبر تقريبًا، ثم يزداد خلال فصلي الخريف والشتاء.
يبلغ الغطاء الجليدي الصيفي في القطب الشمالي حوالي 50٪ من الغطاء الشتوي. يعيش بعض الجليد من سنة إلى أخرى. حاليًا 28٪ من جليد حوض القطب الشمالي عبارة عن جليد متعدد السنوات، وهو أكثر سمكًا من الجليد الموسمي، يصل سمكه إلى 3-4 أمتار (9.8-13.1 قدمًا) على مساحات واسعة، بسمك يصل إلى 20 مترًا (65.6 قدمًا). كان هناك إتجاه أساسي في الدورة الموسمية المنتظمة لإنخفاض الجليد البحري في القطب الشمالي في العقود الأخيرة أيضًا.